# Stylidium ramosissimum
Stylidium ramosissimum är en tvåhjärtbladig växtart som beskrevs av Anthony R. Bean. Stylidium ramosissimum ingår i släktet Stylidium och familjen Stylidiaceae. Inga underarter finns listade i Catalogue of Life.